# Переименованные административно-территориальные образования Туркменистана

## Ахалский велаят
- Ашхабадская область — Ахалский велаят
- Бахарденский район — Бахарлынский этрап
- Гинцбургский район — Каахкинский — Какинский этрап
- Гяурский район — Гяверский — Ак-Бугдайский этрап
- Кировский район — Бабайдаханский этрап
- Полторацкий район — Безмеинский — Полторацкий — Ашхабадский — Рухабадский этрап — Дервезинский этрап
- 2-я Векильская МТС — Кировск — Бабайдахан
- 3-нжи Бирлешик — Шахридаг
- Аннау — Энев
- Атгыран — Газагыстан — Адалат
- Ашгабад — Полторацк — Ашхабад — Ашгабад
- Бахарден — Бахарлы
- Бахардок — Бокурдак
- Безмеин — Бюзмейин — Абадан — Гарадашаяк
- Берекет — Алтын-Асыр
- Бугдайлы — Машатков — Довлетли
- им. Овезберды Кулиева — Рухабат
- Каахка — Гинцбург — Каахка — Кака
- Калининский — Багабат
- Ковкызерен — Битараплык
- Комсомол — Гарашсызлык
- Маныш — Касамлы джулге
- Михайловский — Гермаб
- Неджимкала — Гушчулык — Сердар
- Никольский — Дузлытепе
- Октябрь — Ачкяриз — Аджыкяриз
- ПМК-24 — Эзизхан
- Советъяб — Ханяп
- совхоз «Арчман» — Келетдаг
- Тедженстрой — Ганналы
- Туркменистан — Гями
- Фирюза — Первезе — Арчабил

## Балканский велаят
- Атрекский район — Кизыл-Атрекский — Этрекский этрап
- Гасан-Кулийский район — Эсенгулыйский этрап
- Красноводская область — Балканский велаят
- Казанджикский район — Берекетский этрап
- Кара-Калинский район — Махтумкулийский этрап
- Кизыл-Арватский район — Сердарский этрап
- Красноводский район — Туркменбашийский этрап
- 40 лет ТССР — Йылгынлы
- 50 лет СССР — Туркменистан
- Баят-Хаджи — Кизыл-Атрек — Этрек
- Бекдаш — Гарабогаз
- Гасан-Кули — Эсенгулы
- ж/д ст. им. Шаумяна — Читли
- ж/д ст. Перевал — Аркач
- им. 26-ти Бакинских комиссаров — Узбой
- Казанджик — Газанджык — Берекет
- Кара-Кала — Магтымгулы
- Красноводск — Туркменбаши
- Кизыл-Арват — Сердар
- Кизыл-Су — Гызылсув
- Курбанмамед — Газанджык
- Куули-Маяк — Гувлымаяк
- Нефтедаг — Небит-Даг — Балканабад
- Огурчинский — Огурджалы
- Уфра — Кенар
- Челекен — Хазар

## Дашогузский велаят
- Ташаузская область — Дашогузский этрап
- Ильялинский район — Йыланлыйский этрап — имени Гурбансолтан-эдже
- Ленинский район — Акдепинский этрап
- Октябрьский район — этрап имени Сапармурата Туркменбаши
- Порсинский район — Калининский — Болдумсазский этрап
- Тахтинский район — Гёроглынский этрап
- Ташаузский район — этрап имени С. А. Ниязова
- Тельманский район — Губадагский этрап
- 27-нжи октябрь — Сердар
- Айбовур — Тезе заман
- Акяп — Новруз
- Ак-Тепе — Ленинск — Акдепе
- Генеш — Гарашсызлык — Довлетли
- Диярбекир — Ашык Айдын
- Достлук — Галкыныш
- Ильялы — Йиланли — Гурбансолтан-эдже
- Интернационал — Алтын асыр
- Кизылгуйч — Рухабат
- Монджуклы — Захметкеш
- Мурзебаши — им. Бируни — Тезедурмуш
- Октябрьск — им. Сапармурата Туркменбаши
- Порсы — Калинин — Калининск — Болдумсаз
- Совхозяб — им. Гурбансолтан эдже
- Тахта — Гёроглы
- Ташауз — Дашогуз
- Тезе-Базар им. Андреева — Андреевск — Тезе-Базар — Ниязовск
- Тезе-Кала — им. Тельмана — Тельманск — Губадаг
- Туркменистан — Галкыныш
- Шасенем — Алтын асыр
- Шахрибоссан — Алтын сахра
- Яланачдепе — Азатлык
- Ярмыш — Медениет

## Лебапский велаят
- Чарджоуская область — Лебапский велаят
- Ватан - Довлетабат
- Дейнаусский район — Галкынышский этрап
- Дарган-Атинский район — Биратинский этрап
- Достлукский район — этрап имени С. Ниязова — Бейик Туркменбаши
- Керкинский район — Атамуратский этрап
- Московский район — Боюнузынский этрап — Гарашсызлыкский
- Старо-Чарджуйский район — Чарджоуский — Сердарабатский этрап
- Чаршангинский район — Кёйтендагский этрап
- 1 Мая — Лебап
- 15 лет ТССР — Ак алтын
- 70 лет Октября — Гарашсызлык
- Буюн-Узун — Московск — Буюнузун — Ниязов
- Гаурдак — Магданлы
- Головное — Башсак
- Дарган-Ата — Бирата
- Дейнау — Галкыныш
- Достлук — Бахар
- Зеид — им. 15-летия независимости
- Искра — Достлук
- Карабекаул — Гарабекевюл
- Керки — Атамурат
- Киров - Борашлы
- Кызылёл — Тезеёл
- Кызыл-Коммуна — Мусур
- Кызылмейдан — Бабадайхан
- Ленинский — Сурхы
- Мелиоратор — Сейди
- Нефтезаводск — Сейди
- Новый Чарджуй — Ленинск — Чарджоу — Туркменабад
- Октябрь — Достлук
- Октябрьск — им. Нуруллы Ачылова
- Самсоново — Амударья
- Старый Чарджуй — Кагановическ — Комсомольск
- ст. Дянев — Бахар
- Фараб-Пристань — Джейхун
- Химик — им. Довлетмамеда Азади
- Чаршанга — Койтендаг

## Марыйский велаят
- Иолотанский район — Ёлётенский этрап
- Кушкинский район — Серхетабадский этрап
- Мервский район — Марыйский
- Парахатский район — Ниязовский этрап — Огузханский
- Пендинский район — Тахта-Базарский — Тагтабазарский этрап
- Сталинский район — Мургабский
- Добровольный — Кумушчи
- им. Курбан Дурды — Гюнхан
- им. Ленина — Мекан
- им. Маркса — Солтаныз
- им. Полторацкого — им. Молланепеса
- Имам-Баба — им. Чапаева — им. Ниязова
- Интернационал — Мурзечаге
- Иолотань — Ёлотен
- Искра — Учгун — Бирлешик
- Каракумская опытно-мелиоративная станция — Кыркдепе
- Киров — Берекет
- Колхозбент — Дайханбент
- Коминтерн — Эркана
- Комсомол — Туркменистан
- Куйбышевский — Талхатанбаба
- Куланлы — Огузхан
- Кушка — Серхетабат
- Кызыл агроном — Гарашсызлык
- Кызылюлдуз — Ениш
- Кызыл Октябрь — Ватан
- Ленинград — Мейлетинлик
- Ленин-Ёлы — Кесеяп — Берекет
- Лесхозный — Токайчы
- Люксембург — Ялкым
- Мирный — Парахат
- Моргуновский — Серхетли
- РСУ — Бяшинджибент
- Семенник — Сталино — Мургаб
- Советъяб — Догрыяп
- Социализм — Гызыляп
- Туркменистан — Мерв
- Туркшёлк — Нахалчы
- Хауз-Хан — Ханховуз — Денизхан
- Челюскин — Рухубелент
- Энергетик — Сапармурат Туркменбаши
- Яш коммунист — Гумгузер